# Kość łzowa

Kość łzowa człowieka zaznaczona na zielono

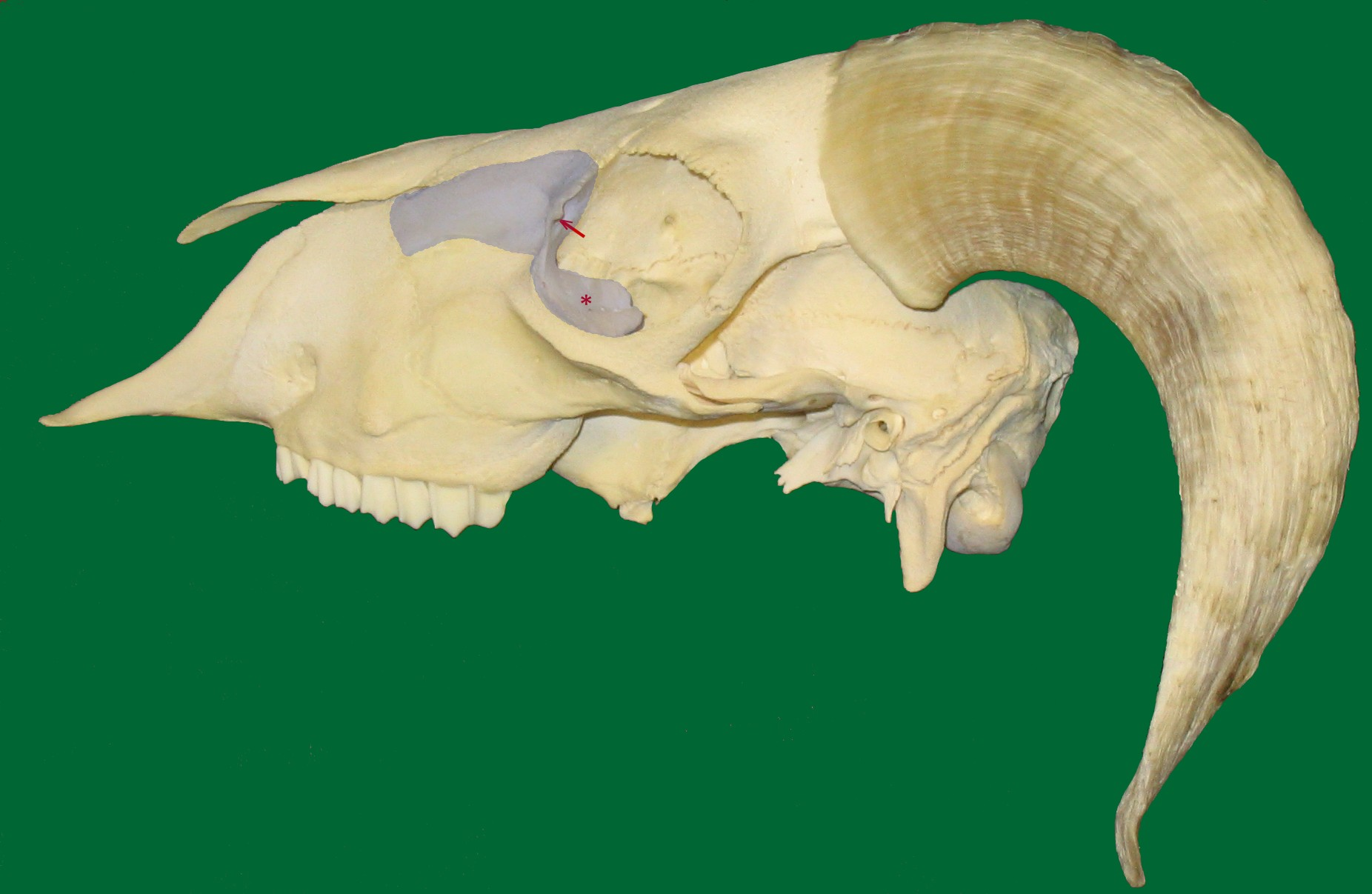
Kość łzowa owcy. Gwiazdką zaznaczono bańkę łzową, strzałką zaś dół woreczka łzowego

Kość łzowa (łac. os lacrimale) – kość leżąca w trzewioczaszce.
Kość łzowa znajduje się w trzewioczaszce, leży pomiędzy kośćmi jarzmową, czołową i szczęką, a niekiedy również kością nosową, jak to się obserwuje u konia czy przeżuwaczy. Buduje ona przyśrodkową ścianę oczodołu.
Liczba powierzchni kości łzowej zależy od gatunku. U człowieka (zob. kość łzowa człowieka) czy kota występuje jedynie pojedyncza powierzchnia oczodołowa (facies orbitalis). Widnieje na niej dół woreczka łzowego (fossa sacci lacrimalis), do którego to zagłębienia otwiera się odprowadzający łzy ku jamie nosowej kanał łzowy (canalis lacrimalis) otworem łzowym (foramen lacrimale). Inaczej wygląda to u świni, gdzie zamiast dołu woreczka łzowego występują dwa otwory łzowe (foramina lacrimalia). Świnia posiada także dół mięśnia skośnego dobrzusznego (fossa musculi obliqui ventralis). Spotyka się go także u konia. Leży on do tyłu od wymienionych wyżej otworów łzowych. Z kolei u przeżuwaczy blaszka oczodołowa opisywanej kości odznacza się bardzo małą grubością przy dużych rozmiarach. Sprawia ona wrażenie rozdętej. Mówi się u nich o bańce łzowej (bulla lacrimalis), otaczającej zatokę łzową (sinus lacrimalis), uważaną za zachyłek zatoki szczękowej.
Może też być obecna druga powierzchnia – twarzowa (facies facialis). U psa domowego jest ona niewielka, większa natomiast u innych zwierząt domowych. U świni leży w dole nadkłowym (fossa canina). Od powierzchni oczodołowej oddziela ją krawędź nadoczodołowa. Na powierzchni tej może występować wyrostek łzowy donosowy (processus lacrimalis rostralis). U konia widnieje on na środku wspomnianej powierzchni, u osła jest już przemieszczony w kierunku przednim, leżąc na szwie nosowo-łzowym (sutura nasolacrimalis). U owcy występuje jeszcze dół łzowy zewnętrzny (fossa lacrimalis externa).